# Axel Kindeström
Johan Axel Napoleon Kindeström, född 25 december 1851 i Uppsala, död 28 oktober 1904 i Sala, var en svensk läkare.
Kindeström, som var son till borgmästare J.A.N. Kindeström, blev student vid Uppsala universitet 1871, medicine kandidat 1878 och medicine licentiat 1883. Han var andre stadsläkare i Sala 1883–1885, lasarettsläkare där från 1884 samt järnvägsläkare vid bandelen Rosshyttan–Sala 1884–1894 och vid bandelen Vittinge–Rosshyttan från 1894.